# Resoraki
Zespół Resoraki – polski zespół muzyczny, założony w 2017 r. we Wrocławiu przez Piotrka Romanowskiego. Określają swą twórczość jako alt rock z wpływami popu i rocka progresywnego. Zespół ma na koncie 3 płyty studyjne i 1 EPkę koncertową, zdobył przychylność słuchaczy wielu rozgłośni radiowych takich jak Radio Ram, Radio Wrocław, Radio Opole, Radio Wnet.

## Zespół

### Skład
- Irek Mierzejewski – gitara elektryczna
- Jędrzej Nawara – wokal i klawisze
- Piotrek Romanowski – bębny
- Iwar Romanek – mandolina i gitara akustyczna
- Tomek Sikorski – gitara basowa

### Historia
Zespół powstał z inicjatywy perkusisty Piotrka Romanowskiego w 2017 roku. Wówczas uformował się też ostateczny skład, w którym zespół gra do dzisiaj.
Pierwszy premierowy koncert Resoraków miał miejsce we wrocławskim Hard Rock Cafe (listopad 2018). Podczas tego koncertu nagrano na żywo piosenkę Daj mi szansę. W kwietniu 2019 zespół wydał swoją pierwszą płytę pt. Fragmenty.
Jesienią 2019 roku zespół wygrał piosenką Chwila konkurs Muzyka Młodego Wrocławia. 
W styczniu 2020 zespół zagrał koncert na żywo w Radiu RAM w ramach audycji Maćka Przestalskiego RAM Session. W marcu tego samego roku Resoraki zostały zaproszone do Programu Trzeciego Polskiego Radia do audycji Tomasza Żądy – Trójka Żąda Debiutów. Niedługo potem ukończono zdjęcia do pierwszego profesjonalnego teledysku do piosenki Obrazki w mojej głowie, który powstał przy współpracy z Moses RKH.
W czerwcu 2020 zespół wydał swoją drugą płytę pt. Widoki. Pod koniec miesiąca wystąpił także z gościnnym udziałem Natalii Lubrano w piosence Iwar Bez Kości. Miało to miejsce podczas letniego Festiwalu on-line WrOFFław 2020 w klubie Łącznik. We wrześniu zespół otrzymał propozycję zagrania koncertu on-line w Studiu M imienia SBB w Radiu Opole. Był to kolejny po Radiu RAM koncert radiowy na żywo Resoraków. Koncert odbył się bez udziału publiczności, ale z transmisją streamingową.
W czerwcu 2021 zespół wydał 5-piosenkową EPkę koncertową zatytułowaną Powidoki.
W marcu 2022 zespół wydał kolejną płytę Suplementy złożoną z 9 piosenek nagranych podczas sesji do Fragmentów i Widoków. W czerwcu opublikowano specjalną wersję piosenki UFO, która zawierała w sobie fragmenty dokumentalnego filmu o lądowaniu obcych w Emilcinie w 1978 r.

## Dyskografia

### Fragmenty (2019)
Pierwszy album zatytułowany Fragmenty opublikowano w połowie 2019 r. Za realizację nagrań odpowiadali Błażej Domański (Studio7) oraz Kamil Biedrzycki (Uniq Sound Studio). Mixem i masteringiem zajął się Robert Szydło (znany między innymi z Mikromusic). Płyta zawiera 11 piosenek oraz dodatki w wersji CD, wśród których znalazły się między innymi utwory Mała piosenka o wielkiej frustracji, Co jest ważne i Czas wraz z grafikami Joanny Bojanowskiej.

### Widoki (2020)
Latem 2019 zespół spędził kilka dni w studiu nagrań Monochrom, gdzie zarejestrowano materiał na drugą płytę. Oprócz zaplanowanych nagrań zarejestrowano kilka dodatkowych kawałków, z których jeden zaaranżowany z udziałem Ignacego Gruszeckiego, stał się singlem promującym drugą płytę. Tak powstał kawałek Obrazki w mojej głowie, a całą płytę zatytułowano Widoki. Krótki przegląd pobytu w Monochromie został zebrany w wideo, gdzie podkładem jest kawałek Rakietowe Lato. Płyta jest również w całości dostępna w serwisie Youtube.

### Powidoki Live EP (2021)
Na Powidoki Live EP umieszczonych zostało pięć koncertowych wersji piosenek z płyty Widoki, które zostały zarejestrowane podczas koncertów na antenie Radia RAM (RAM SESSION, styczeń 2020) oraz Radia Opole (Studio M imienia SBB w Radiu Opole, wrzesień 2020). Wydawnictwo promowane jest koncertową wersją piosenki Miłość.

### Suplementy (2022)
W marcu zespół wydał płytę Suplementy, zawierającą dziewięć piosenek. Znajduje się tam utwór promujący — Pusty Człowiek, który zyskał największą popularność w serwisach streamingowych oraz piosenka Mucha.